# 爱德华·扬·戴克斯特豪斯
爱德华·扬·戴克斯特豪斯（1892年10月28日—1965年5月18日）是一位荷兰科学史学家，主要作品有《世界图景的机械化》（Mechanisering van het wereldbeeld，1950年出版）等。